# Rókaszínű tölcsérgomba
A rókaszínű tölcsérgomba (Bonomyces sinopicus) bizonytalan besorolású, Európában és Észak-Amerikában honos, lomberdei tűznyomokon élő, ehető gombafaj.

## Megjelenése
A rókaszínű tölcsérgomba kalapja 2-6 (10) cm széles, alakja középen köldökösen vagy tölcséresen bemélyedő. Színe barnásvörös, rókaszínű, okkernarancsos, idősen narancsos krémszínűre kifakul. Gyengén vagy nem higrofán (szárazon kifakuló). Felszíne matt, finoman szálas-nemezes, bársonyos, néha pikkelykés.
Húsa rostos, színe fehéres vagy halványbarnás. Szaga avas, lisztes, kellemetlen; íze nem jellegzetes. 
Némileg ritkás lemezei tönkre lefutók, sok a féllemez. Színük eleinte fehéres, majd halványokkeres.
Tönkje 2-5 cm magas és 0,5-1,5 cm vastag. Alakja egyenletesen hengeres, fiatalon tömör, hamar üregesedik. Színe barnásvörös, okkernarancsos. Felszíne kissé szálas, aljához gyakran micéliumszálak, rizomorfok tapadnak. 
Spórapora fehér vagy krémszínű. Spórája elliptikus, inamiloid, 7-10,5 x 5-6,5 µm.

### Hasonló fajok
A pikkelyes tölcsérgomba vagy a sereges tölcsérgomba hasonlíthat hozzá.

## Elterjedése és termőhelye
Európában és Észak-Amerikában honos. Magyarországon ritka.
Lombos és vegyes erdőkben található meg, mindig tűznyomon, inkább egyesével. Május-júniusban terem. 
Ehető de nem ízletes és ritka gomba.  

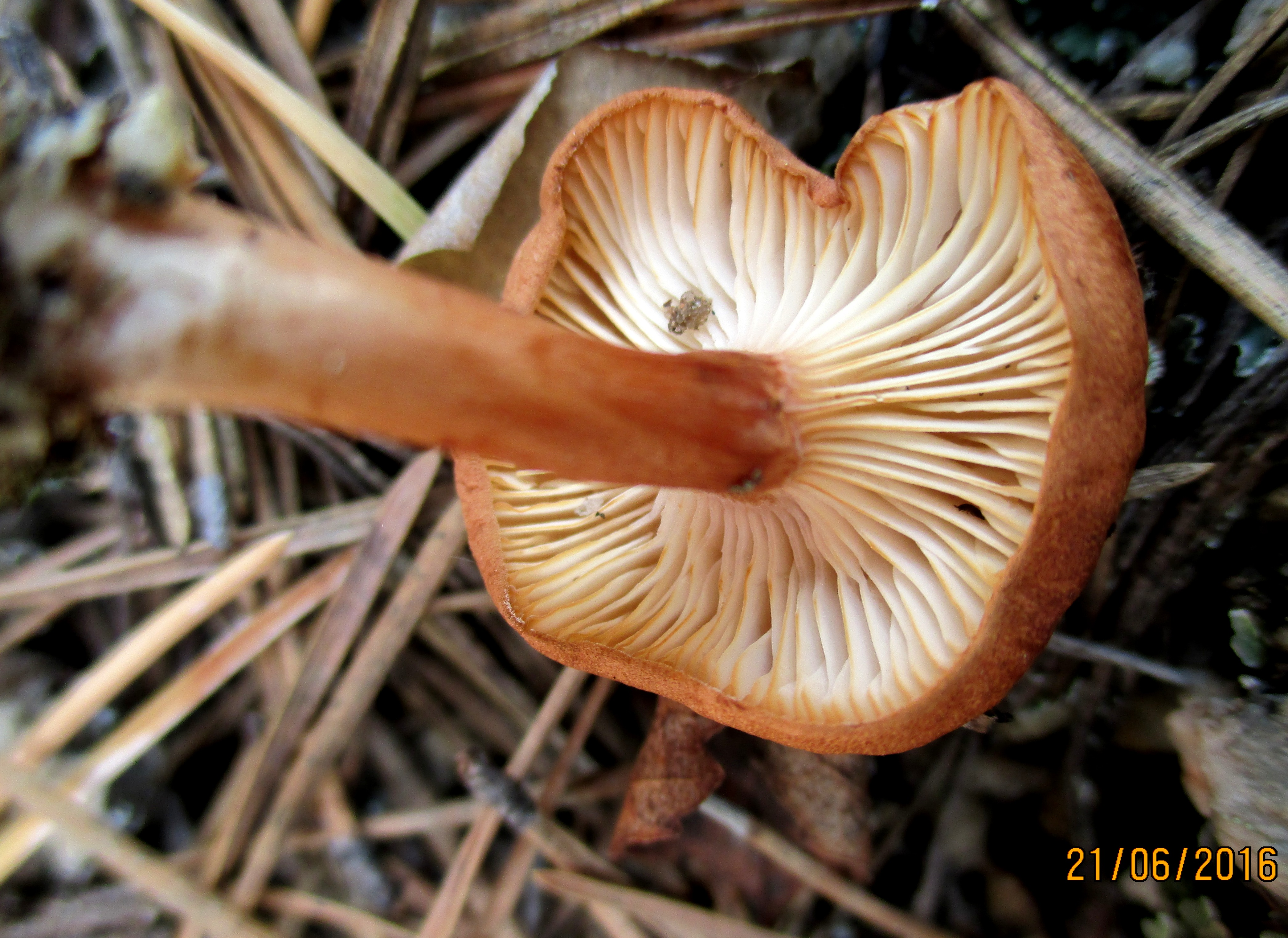
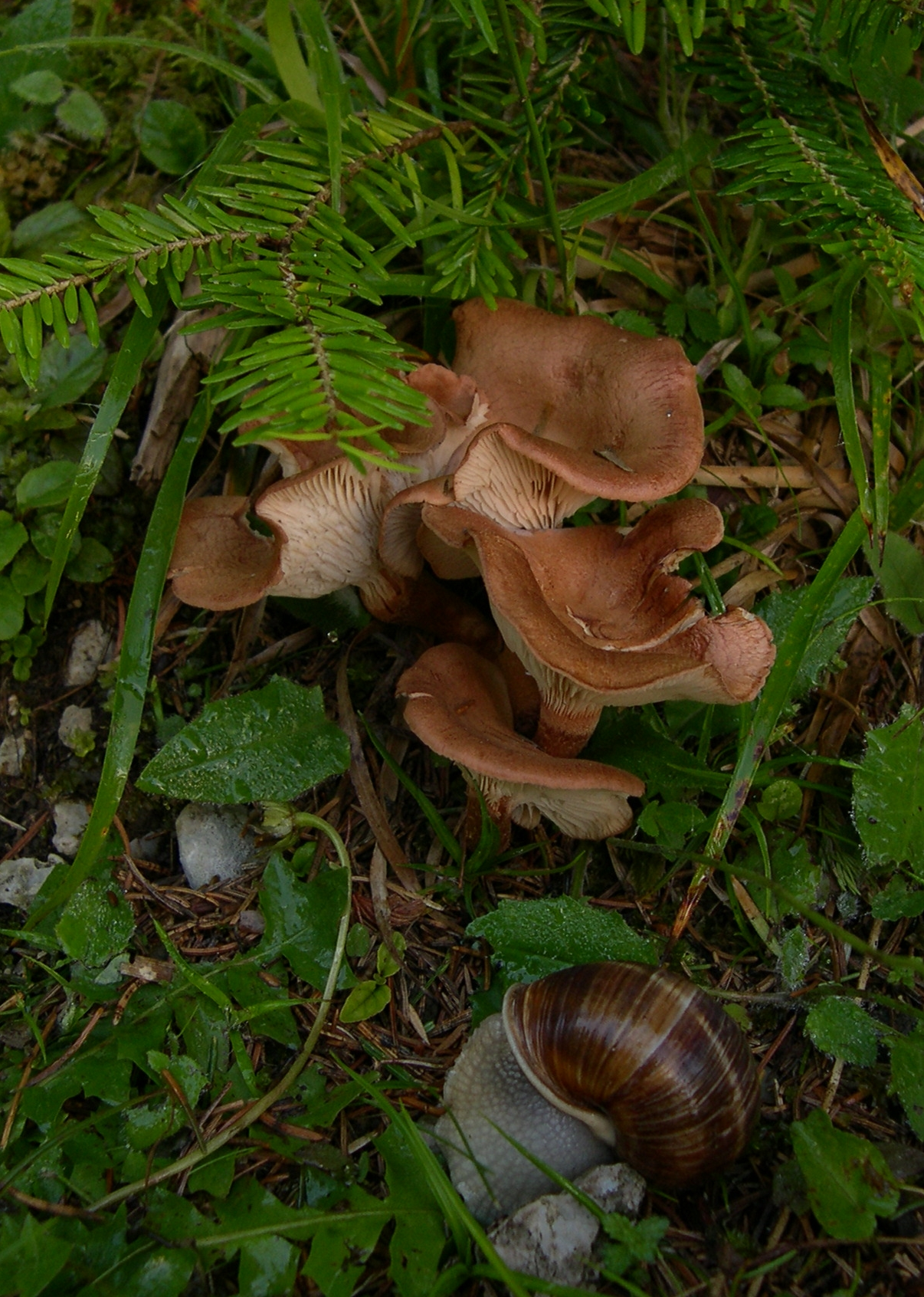
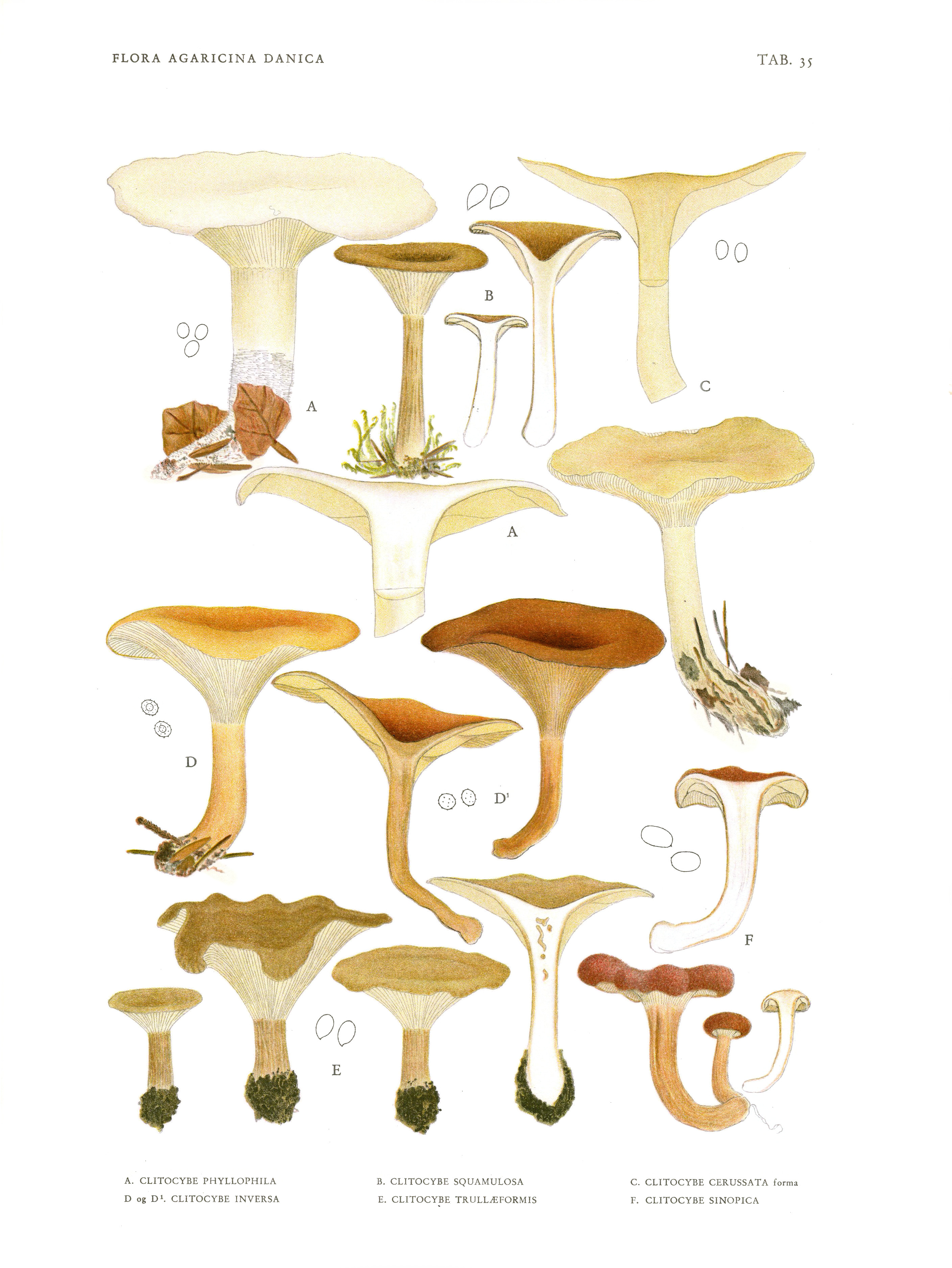